# Strade provinciali della provincia di Crotone
Questo è un elenco delle strade provinciali presenti sul territorio della provincia di Crotone e gestite dal medesimo ente:
| Numero    | Denominazione          | Inizio                       | Fine                             | Lunghezza (m) | Comuni attraversati                       |
| --------- | ---------------------- | ---------------------------- | -------------------------------- | ------------- | ----------------------------------------- |
| SP 1      | Crucolese              | SS 106 km 292+400 (Torretta) | SS 106 km 295+300                | 16.450        | Crucoli                                   |
| SP 2      | Gaglioppo              | SS 106 km 280+800            | SP 4                             | 2.350         | Cirò Marina                               |
| SP 3      | Madonna di Mare        | SP 7                         | SS 106 km 283+100                | 5.060         | Cirò Marina                               |
| SP 4      | Contrada Cappella      | SS 106 km 290+500            | SP 7                             | 9.989         | Cirò, Cirò Marina                         |
| SP 4 BIS  | Bacco                  | SP 12                        | SP 7                             | 1.863         | Cirò Marina                               |
| SP 5      | Krimisa                | SP 9                         | SC Ctr. Torre Nuova Brisa        | 1.729         | Cirò Marina                               |
| SP 6      | Grisica                | SP 7                         | SP 1                             | 21.290        | Umbriatico, Scala Coeli (CS), Crucoli     |
| SP 7      | Torre Passo            | SP 53                        | Cirò Marina - Chiesa San Cataldo | 37.970        | Pallagorio, Umbriatico, Cirò, Cirò Marina |
| SP 8      | Chonia                 | SP 7                         | Umbriatico                       | 627           | Umbriatico                                |
| SP 9      | Caraconessa            | SP 7                         | SP 7                             | 15.220        | Cirò Marina, Cirò, Carfizzi, Umbriatico   |
| SP 10     | Enotria                | SP 9                         | SP 7                             | 6.924         | Cirò                                      |
| SP 10 BIS | Cappellieri            | SP 7                         | SP 4                             | 3.707         | Cirò                                      |
| SP 11     | Udha e Jashtës         | SP 53                        | SP 9                             | 10.500        | Carfizzi, Umbriatico                      |
| SP 12     | Del Vino               | SP 53                        | SS 106 km 277+500                | 15.800        | Cirò Marina, Melissa                      |
| SP 13     | Melisseo               | SS 106 km 271+500            | SP 12                            | 7.242         | Melissa                                   |
| SP 14     | Puheriu                | SP 53                        | SP 16                            | 24.490        | Pallagorio, Casabona, Strongoli           |
| SP 15     | Rosaneti               | SP 16                        | SP 14                            | 10.400        | Casabona, Rocca di Neto                   |
| SP 16     |                        |                              |                                  |               |                                           |
| SP 16 BIS | Comero                 | SP 53                        | Miniera Comero                   | 1.319         | Strongoli                                 |
| SP 17     | Sant'Agostino          | SP 55                        | SP 17 BIS                        | 3.563         | Rocca di Neto                             |
| SP 17 BIS | Turrazzo               | SP 16                        | SP 15                            | 1.780         | Rocca di Neto                             |
| SP 18     | Fasana                 | SP 55                        | SS 106 km 261                    | 9.480         | Rocca di Neto, Strongoli                  |
| SP 19     | Pietra del Tesauro     | SP 18                        | SP 21                            | 3.647         | Strongoli                                 |
| SP 20     | Pietra della Battaglia | SP 19                        | SP 16                            | 3.917         | Strongoli                                 |
| SP 21     | Macalla                | SP 16                        | SP 53                            | 4.962         | Strongoli                                 |
| SP 43     | Normanni               |                              |                                  | 17.370        | Isola di Capo Rizzuto, Cutro              |
| SP 44     | Le Castella            |                              |                                  | 2.070         | Isola di Capo Rizzuto                     |

## Fonti
- Centro di Monitoraggio - Sicurezza Stradale, su sicurezzastradale.provincia.crotone.it. URL consultato il 3 settembre 2013 (archiviato dall'url originale il 3 luglio 2013).